# Отряд преступников
«Отряд преступников» (другой вариант русского названия — «Отряд вне закона») — американский вестерн 2024 года, сценарий, режиссура и главная роль в котором принадлежат Марио Ван Пиблзу. В фильме также снимались Вупи Голдберг, Седрик «Развлекатель», Эдвард Джеймс Олмос, Джон Кэрролл Линч, Уильям Мэйпотер, Кэм Жиганде, Аллен Пейн, Нил МакДонаф и М. Эммет Уолш (последняя роль в кино).
Премьера фильма состоялась 1 марта 2024 года.

## Сюжет
События фильма разворачиваются в 1908 году. В США возвращается беглый преступник по кличке Шеф (Главный), который когда-то спрятал в горах Монтаны кучу золота. Теперь он хочет найти свой клад, чтобы с его помощью возместить то зло, которое он творил раньше. Но о золоте узнаёт злейший враг Шефа, бандит по кличке Ангел (Анхель). Он похищает жену и сына Шефа, чтобы вынудить его раскрыть место, где лежат его сокровища.

## Восприятие
Фильм получил преимущественно негативные и сдержанные оценки профессиональных критиков.
На сайте-агрегаторе рецензий Rotten Tomatoes 44 % из 18 отзывов критиков положительные, со средней оценкой 5,4 из 10.